# نادیا صوالحه
نادیا صوالحه (انگلیسی: Nadia Sawalha؛ زادهٔ ۱۸ نوامبر ۱۹۶۴) هنرپیشه و مجری تلویزیون اهل بریتانیا است.
وی بازیگر فیلم‌هایی همچون مسترشف بوده‌است.